# ديفيد كروفورد (لاعب كرة قدم بريطاني)
ديفيد كروفورد (30 يونيو 1985 بغلاسكو في المملكة المتحدة - ) (بالإنجليزية: David Crawford)‏ هو لاعب كرة قدم بريطاني في مركز حراسة المرمى. لعب مع نادي دمبرتون ونادي كلايد ونادي ألوا أثليتيك ونادي ستيرلينغ ألبيون ونادي مونتروز لكرة القدم ونادي اربوراث ونادي ألبيون روفرز ونادي آير يونايتد ونادي كوينز بارك.

## وصلات خارجية
- ديفيد كروفورد على موقع قاعدة بيانات كرة القدم.إي يو (الإنجليزية)
- ديفيد كروفورد على موقع Soccerbase.com (لاعب) (الإنجليزية)
- ديفيد كروفورد على موقع Soccerway.com (الإنجليزية)